# El Tamarindo del Río
El Tamarindo del Río är en ort i Mexiko.   Den ligger i kommunen Tlalchapa och delstaten Guerrero, i den södra delen av landet, 170 km sydväst om huvudstaden Mexico City. El Tamarindo del Río ligger 360 meter över havet och antalet invånare är 102.
Terrängen runt El Tamarindo del Río är kuperad åt nordost, men åt sydväst är den platt. Runt El Tamarindo del Río är det ganska glesbefolkat, med 38 invånare per kvadratkilometer. Närmaste större samhälle är Arcelia, 4,6 km sydost om El Tamarindo del Río. I omgivningarna runt El Tamarindo del Río växer huvudsakligen savannskog.